# Naledi Local Municipality
Naledi (englisch Naledi Local Municipality) ist eine Lokalgemeinde im Distrikt Dr Ruth Segomotsi Mompati der südafrikanischen Provinz Nordwest. Der Verwaltungssitz befindet sich in Vryburg.
Die Gemeinde ist nach dem Setswana-Wort für „Stern“ benannt.

## Städte und Orte
- Huhudi
- Stella
- Vryburg

## Bevölkerung
Im Jahr 2011 hatte die Gemeinde 66.781 Einwohner in 18.572 Haushalten auf einer Gesamtfläche von 6941,20 km². Davon waren 74 % schwarz, 14,7 % Coloured und 9,5 % weiß. Erstsprache war zu 67,8 % Setswana, zu 23,4 % Afrikaans, zu 3,3 % Englisch, zu 0,7 % isiXhosa und zu jeweils 0,6 % isiNdebele und isiZulu.